# Тело Дженнифер
«Тело Дженнифер» (англ. Jennifer’s Body) — американская комедия ужасов 2009 года режиссёра Карин Кусама, снятая по сценарию Диабло Коди.
Исполнителями главных ролей выступили: Меган Фокс, Аманда Сейфрид, Джонни Симмонс и Адам Броди.
Премьера фильма состоялась на Международном кинофестивале в Торонто 2009 года, после он был выпущен в Соединённых Штатах и Канаде 18 сентября 2009 года.
В качестве привязки к фильму, издательством Harperfestival в январе 2009 года была выпущена книга Jennifer's Body за авторством Одри Никсон по мотивам сценария Диабло Коди, а в августе того же года, Boom! Studios выпустила одноимённую графическую новеллу (комикс)

## Сюжет
Ниди (Аманда Сейфрид) является серой мышкой в школе. У неё есть лучшая подруга Дженнифер (Меган Фокс) — самая красивая девушка в школе, капитан группы поддержки. Ниди встречается с парнем по имени Чип (Джонни Симмонс). Подруги собираются сходить на концерт рок-группы в местный бар. В этом баре случается пожар, инициатором которого и была та самая рок группа, и в результате погибает 8 человек. Дженнифер и Ниди сумели спастись. В числе выживших оказались и все парни из рок-группы, которые затем похищают Дженнифер.
В ту же ночь после происшествия в баре, Дженнифер приходит домой к Ниди в окровавленном и нечеловеческом виде. Её рвет чёрной жидкостью и затем она сбегает. Выясняется, что Дженнифер превратилась в демона-людоеда, который теперь охотится на парней-одноклассников, пожирая их для поддержания жизненных сил. Виной этому стало жертвоприношение, которое совершили рокеры для того, чтобы привлечь удачу и задобрить потусторонние силы. Они закалывают её, ошибочно приняв за девственницу. Но ритуал срабатывает непредсказуемым образом, из-за того что Дженнифер потеряла невинность в раннем возрасте, поэтому в девушку вселяется демон.
Проходит время и Дженнифер убивает нескольких парней-одноклассников, а затем приходит к Ниди, чтобы признаться во всем, перед этим пытаясь её соблазнить. Ниди узнаёт больше о демонических ритуалах в школьной библиотеке. Она выясняет, что одержимую демоном можно убить ударом в сердце. Настаёт день школьного бала, и Дженнифер решает убить Чипа. Ниди узнаёт об этом и пытается остановить подругу, начинается борьба. Дженнифер убегает после того как была ранена Чипом, но он сам умирает от укусов. Ниди решает отомстить подруге и врывается в дом Дженнифер. Ниди смертельно ранит Дженнифер канцелярским ножом, но неожиданно в комнату входит её мать. Ниди отправляют в психиатрическую больницу, но та приобретает сверхъестественные способности после укуса Дженнифер и сбегает из неё.
В заключительных кадрах фильма показано, что Ниди автостопом доезжает до гостиницы, где остановилась та самая рок-группа и убивает всех её участников.

## В ролях
- Аманда Сейфрид — Анита (Ниди) Лесники
- Меган Фокс — Дженнифер Чек
- Джонни Симмонс — Чип Доув
- Адам Броди — Николай Вульф
- Джонатан Кимбл Симмонс — Врублевски
- Эми Седарис — Тони Лесники
- Крис Прэтт — офицер Роман Дуди
- Джуно Радделл — офицер Варзак
- Кайл Галлнер — Колин Грей
- Синтия Стивенсон — миссис Дов
- Кэрри Гензел — миссис Чек
- Хуан Ридингер — Дирк
- Юнона Рудделл — офицер Варзак
- Валерия Тиан — Чесити
- Аман Джохал — Ахмет из Индии
- Джош Эмерсон — Джонас Козелл
- Ланс Хенриксен — водитель
- Ив Харлоу — девушка-гот Хлоя

## Критика
Фильм получил смешанные отзывы кинокритиков. На сайте Rotten Tomatoes фильм имеет рейтинг 45 % на основе 211 рецензий со средним баллом 5,3 из 10. На сайте Metacritic фильм имеет оценку 47 из 100 на основе 29 рецензий критиков, что соответствует статусу «смешанные или средние отзывы». На сайте CinemaScore зрители дали фильму оценку С, по шкале от A+ до F.
Кинокритику Роджеру Эберту понравился фильм, он назвал его «Сумерки для мальчиков» и сказал, что «как фильм о чирлидере-людоеде, он лучше, чем должен быть». Эберт сказал, что внутри Коди есть «душа художника, и ее сценарий привносит в этот материал определенную грань, своего рода радость, которая бескомпромиссна. Это не триллер ужасов на конвейере для подростков». Кроме того, он похвалил игру Фокс. Он дал фильму три из четырёх звезд.